# Týniště nad Orlicí (stacja kolejowa)
Týniště nad Orlicí – stacja kolejowa w miejscowości Týniště nad Orlicí, w kraju hradeckim, w Czechach. Jest ważnym węzłem kolejowym o znaczeniu regionalnym. Znajduje się na wysokości 255 m n.p.m.
Jest zarządzana przez Správę železnic. Na stacji nie ma możliwości zakupu biletów, a obsługa podróżnych odbywa się w pociągu.

## Linie kolejowe
- 020 Velký Osek - Hradec Králové - Choceň
- 021 Týniště nad Orlicí - Letohrad
- 026 Týniště nad Orlicí - Otovice zastávka

## Galeria

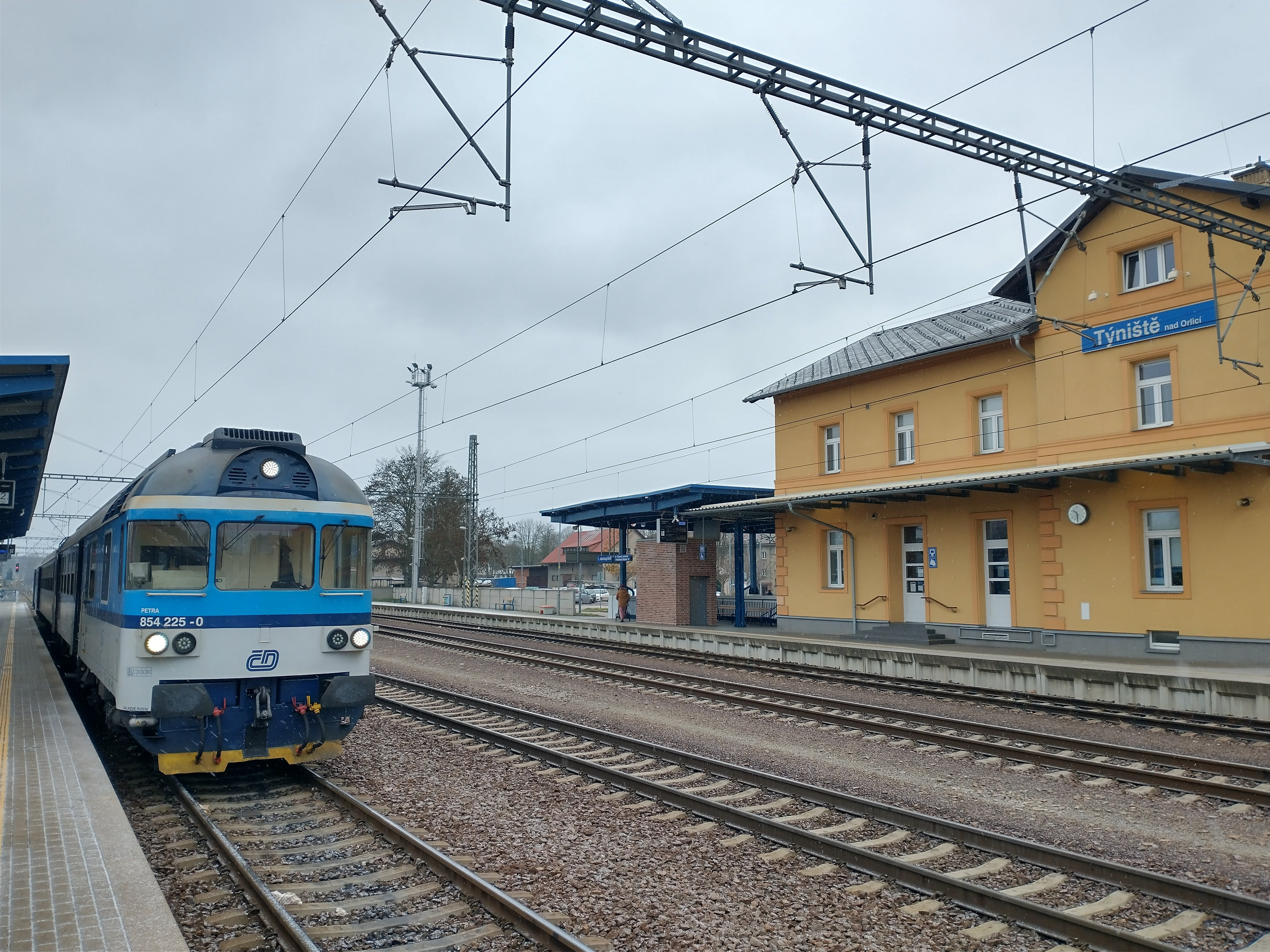
Dworzec od strony peronów
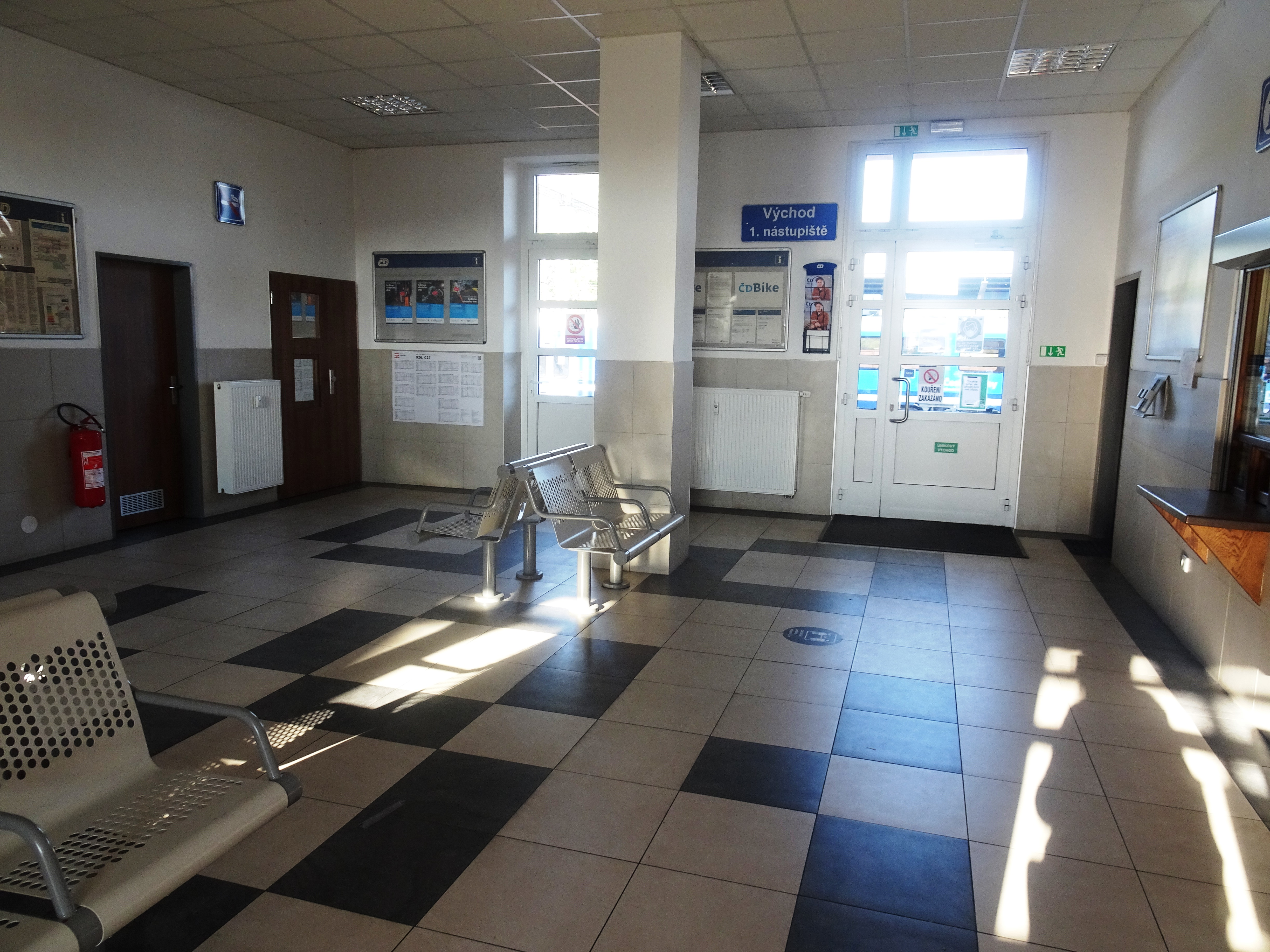
Poczekalnia